# Vangjel Çërrava
Vangjel Çërrava (ur. 4 marca 1941 w Korczy) – albański polityk komunistyczny, wicepremier w latach 1987-1989.

## Życiorys
Po ukończeniu szkoły podstawowej podjął pracę jako mechanik w Korczy. W 1961 ukończył naukę w gimnazjum, został przyjęty do Albańskiej Partii Pracy i w tym samym roku rozpoczął studia inżynieryjne na Uniwersytecie Tirańskim. Studia ukończył w 1966 i podjął pracę jako magazynier w przedsiębiorstwie w Korczy. W 1967 objął stanowisko sekretarza komitetu okręgowego partii w Korczy. W 1973 został skierowany do szkoły partyjnej im. W. I. Lenina w Tiranie, którą ukończył w 1974 i otrzymał stanowisko instruktora w Komitecie Centralnym partii. W 1986 awansował na stanowisko kandydata na członka Biura Politycznego APP, a w 1990 otrzymał pełne członkostwo. W 1987 objął stanowisko wicepremiera w rządzie Adila Çarçaniego, które pełnił do 1989.
Mandat deputowanego do Zgromadzenia Ludowego uzyskał po raz pierwszy w 1978. Funkcję tę sprawował także w czterech kolejnych legislaturach.
W 1993 stanął przed sądem specjalnym w Tiranie oskarżony w jednym z procesów dekomunizacyjnych (proces blokmenów). Çërrava, podobnie jak dziewięciu innych wysokich funkcjonariuszy państwa komunistycznego został oskarżony o nadużycie władzy i nadużycia finansowe. Podobnie jak Prokop Murra i Muho Asllani został skazany na karę sześciu lat więzienia. Opuścił więzienie w 1997, w czasie kryzysu piramidowego.